# Jouni Backman
Pour les articles homonymes, voir Backman.
Jouni Ensio Backman (né le 30 mars 1959 à Savonlinna) est un homme politique finlandais,. 

## Biographie
Backman est membre du conseil d'administration d'Yleisradio de 1999 à 2004.
Il est vice-président d'Yleisradio de 2000 à 2002 et de 2003 à 2004.
À l'automne 2004, Markku Laukkanen (Kesk), président du conseil de surveillance, propose Backman comme directeur d'Yleisradio. 
Cependant, aucun soutien politique ne sera trouvé pour l'élection de Backman, après quoi Jouni Backman et Markku Laukkanen démissionneront du conseil d'administration,.
Après avoir quitté le Parlement en 2007, Jouni Backman travaille de 2007 à 2011 en tant qu'expert spécial en gestion pour TietoEnator avec la mission  de promouvoir les activités de l'entreprise dans le développement informatique de l'administration publique.

## Carrière politique
Jouni Backman est député SDP de la Circonscription du comté de Mikkeli  du 21 mars 1987 au 23 mars 1999, de la Circonscription de Mikkeli du 24 mars 1999 au 18 mars 2003, de la Circonscription de Savonie du Sud du  19 mars 2003 au 20 mars 2007 et de la Circonscription de Savonie du Sud du 20 avril 2011 au 21 avril 2015.
Jouni Backman est ministre de l'Intérieur du gouvernement Lipponen I (13.04.1995–14.04.1999), ministre des Finances du gouvernement Lipponen I (13.04.1995–14.04.1999) et ministre de l'Environnement du gouvernement Lipponen II (31.05.2002–16.04.2003),.